# Torymus biorhizae
Torymus biorhizae är en stekelart som först beskrevs av William Harris Ashmead 1887.  Torymus biorhizae ingår i släktet Torymus och familjen gallglanssteklar. Inga underarter finns listade i Catalogue of Life.